# 特罗伊尼亚农村居民点
特罗伊尼亚农村居民点（俄语：Тройнянское сельское поселение）是俄罗斯联邦沃罗涅日州博布罗夫区所属的一个农村居民点。其下辖有1个居民点，行政中心为特罗伊尼亚。据2016年统计，该农村居民点的人口为344人。